# Jakub Przygoński
Jakub Przygoński (ur. 24 marca 1985 w Warszawie) – polski kierowca rajdowy, były motocyklista, członek zespołu Orlen Team.

## Życiorys
Ukończył XXII Liceum Ogólnokształcące im. Jose Marti w Warszawie oraz jest absolwentem Wydziału Samochodów i Maszyn Roboczych Politechniki Warszawskiej.
Na motocyklu ściga się od 13. roku życia. Karierę rozpoczął od startów w motocrossowych Mistrzostwach Polski, a jego pierwszym motocyklem był Kawasaki KX80. Jest reprezentantem Polski w rajdach enduro. W 2004 zdobył złoty medal Mistrzostw Świata ISDE (sześciodniówka motocyklowa), oraz wywalczył tytuł Mistrza Polski w rajdach enduro w klasie powyżej 250 cm³. W sezonie 2006 został Wicemistrzem Polski w enduro w klasie E2, oraz zespołowym Wicemistrzem Polski w motocrossie.
W 2007 po raz pierwszy wystartował w eliminacji Mistrzostw Świata Cross Country – pustynnym rajdzie Desert Challenge Zjednoczonych Emiratów Arabskich, stając się przy tym członkiem OrlenTeam (wraz z Jackiem Czachorem, Markiem Dąbrowskim oraz Krzysztofem Hołowczycem). W 2008 został Wicemistrzem Świata FIM w klasie Over 450 Rally Sport Production.

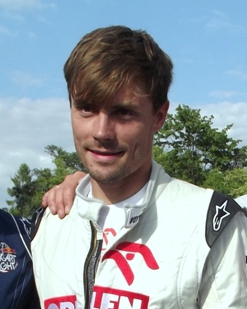
Przygoński (2013)

Ścigał się na motocyklu KTM 450, wcześniej KTM 690. Od 2008 bierze udział w zawodach driftingowych. Na początku 2009 zadebiutował w Rajdzie Dakar. Na cztery tygodnie przed rozpoczęciem Rajdu Dakar w 2012 roku wraz z Jackiem Czachorem i Markiem Dąbrowskim dołączył do reprezentacji RedBulla. Podczas rajdu AbuDhabi Desert Challenge 2014 uległ wypadkowi na motocyklu, wskutek którego złamał kręgosłup. Po wielu miesiącach rehabilitacji wrócił do ścigania w 2015 i ukończył swój ostatni Rajd Dakar na motocyklu.
W sezonie 2015 przesiadł się do samochodu rajdowego. W następnym roku zadebiutował w Rajdzie Dakar za kierownicą samochodu, zajął 15. miejsce. W 2017 uplasował się na siódmym miejscu w Rajdzie Dakar oraz zajął drugie miejsce w Pucharze Świata FIA Cross-Country. W sezonie 2017 po raz drugi zdobył tytuł Mistrza Polski w Driftingu
W 2018 zajął piąte miejsce w Rajdzie Dakar w kategorii samochodów. Sezon zakończył zdobyciem Pucharu Świata FIA Cross Country oraz obroną tytułu Mistrza Polski w Driftingu. Razem z belgijskim pilotem Tomem Colsoulem zdobył Puchar Świata, meldując się dziewięć razy na podium (4 x 1. miejsce, 5 x 2. miejsce) i tylko raz w całym cyklu, zajmując miejsce poza nim (1 x 4. miejsce). W 2019 zajął czwarte miejsce w Rajdzie Dakar w kategorii samochodów.
Od września 2019 prowadzi w internetowej rozgłośni newonce.radio swoją autorską audycję „Jedźmy gdzieś", w której wprowadza słuchaczy w świat rajdów samochodowych i nowinek motoryzacyjnych.

## Kariera sportowa i osiągnięcia
- 2022 - Rajd Dakar 6. Miejsce w kategorii samochodów[4][5]
- 2021 - Rajd Dakar 4. Miejsce w kategorii samochodów
- 2019 - Wicemistrz Polski w Driftingu
- 2019 - Rajd Dakar 4. Miejsce w kategorii samochodów
- 2018 - 1. miejsce w Pucharze Świata FIA w Rajdach Cross Country.
- 2018 - Mistrz Polski w Driftingu
- 2018 – Rajd Dakar 5. miejsce w kategorii samochodów
- 2017 – 2. miejsce w Pucharze Świata FIA Cross-Country Rallies
- 2017 – Mistrz Polski w Driftingu
- 2017 – Rajd Dakar 7. miejsce w kategorii samochodów
- 2016 – debiut w rajdzie Dakar za kierownicą samochodu – MINI – 15. miejsce
- 2015 – Mistrz Polski w Driftingu
- 2015 Przejście do kategorii samochodów w rajdach Cross Country
- 2015 – ostatni Dakar na motocyklu – 18. miejsce.
- 2014 – kontuzja kręgosłupa
- 2014 – 36. Rajd Dakar – 6. miejsce – najwyższa pozycja polskiego motocyklisty w historii startów w Rajdzie Dakar
- 2013 –  II Wicemistrz Świata Cross-Country Rallies w Rajdach Terenowych Cross-Country FIM
- 2013 –  35. Rajd Dakar – 11. miejsce
- 2013 – Rekord Guinnessa w prędkości jazdy w drifcie 217,97 km/h[6].
- 2012 –  II Wicemistrz Świata Cross-Country Rallies w Rajdach Terenowych Cross-Country FIM
- 2011 – Wicemistrz Świata Cross-Country Rallies (w klasie powyżej 450 cm³);
- 2011 – 6. miejsce w Driftingowych Mistrzostwach Polski;
- 2011 – Zwycięzca Merzouga Rally;
- 2010 – II Wicemistrz Świata Cross-Country Rallies (w klasie powyżej 450 cm³);
- 2010 – Debiut w Driftingowych Mistrzostwach Polski;
- 2010 – 8. miejsce w Rajdzie Dakar 2010
- 2009 – Najlepszy debiutant Rajdu Dakar 2009, 11. miejsce w klasyfikacji generalnej (najlepsze wśród polskich motocyklistów),
- 2009 – Wicemistrz Świata Cross-Country Rallies;
- 2008 – Wicemistrz Świata Cross-Country Rallies (w klasie powyżej 450 cm³);
- 2008 – Wicemistrz Polski w Cross Country (klasa Open);
- 2007 – Wicemistrz Polski w Enduro (klasa E1);
- 2007 – Udział w Rajdzie Faraonów w Egipcie,
- 2007 – Pierwszy start w Mistrzostwach Świata Cross-Country Rallies (Dubaj 17. miejsce);
- 2006 – Wicemistrz Polski w Enduro w klasie E2
- 2006 – Zespołowy Wicemistrz Polski w Motocrossie
- 2006 – Zdobycie 5. miejsca w rundzie Mistrzostw Europy rozgrywanych w Kwidzynie,
- 2006 – Zdobycie Pucharu PZM w Motocrossie,
- 2005 – 3. miejsce w Zawodach o Puchar PZM w Motocrossie
- 2004 – Mistrz Polski w klasie powyżej 250 cm³ w Mistrzostwach Polski Enduro,
- 2002 – Srebrny medal Mistrzostw Świata ISDE w Czechach i powołanie do kadry Polski w rajdach Enduro.

## Starty w Rajdzie Dakar
| Rok  | Kategoria | Pojazd                 | Wynik | Uwagi                                            |
| ---- | --------- | ---------------------- | ----- | ------------------------------------------------ |
| 2009 | motocykle | KTM 690 Rallye         | 11    |                                                  |
| 2010 | motocykle | KTM 660 Rally          | 8     |                                                  |
| 2012 | motocykle | KTM 450 Replica        | -     | wycofał się na 3. etapie z powodu awarii silnika |
| 2013 | motocykle | KTM 450 Replica        | 11    |                                                  |
| 2014 | motocykle | KTM 450 Rally          | 6     | najwyższe miejsce w historii startów Polaków     |
| 2015 | motocykle | KTM 450 Rally          | 18    |                                                  |
| 2016 | samochody | MINI All4 Racing       | 15    | debiut w kategorii samochodów                    |
| 2017 | samochody | MINI All4 Racing       | 7     |                                                  |
| 2018 | samochody | MINI John Cooper Works | 5     |                                                  |
| 2019 | samochody | MINI JCW Rally         | 4     |                                                  |

## Filmografia
- Auta 3 (Bubba Wheelhouse, Jr)